# ギル・ベイダー
ギル・ベイダー（GILVADER）はトミー（現タカラトミー）が展開する「ゾイド」シリーズに登場する架空の兵器。現在は「ギルベイダー」と点を付けずに呼ばれる。なお、本項では改造機および関連性を持つギルドラゴンの概要も記載。

## 設定解説
| ギル・ベイダー GIL VADER | ギル・ベイダー GIL VADER |
| ------------------------ | --- |
| 番号                     | DBOZ-17 GRZ-02(RCZ) |
| 所属                     | ガイロス帝国(暗黒軍) |
| 分類                     | ワイバーン型 |
| 全高                     | 16.5m |
| 全長                     | 43.2m |
| 全幅                     | 36.7m |
| 重量                     | 333.0t |
| 最高速度                 | マッハ4 地上歩行時80km/h |
| 乗員人数                 | 1名 |
| 設計者                   | ケネス・オルドヴァイン |
| 主な搭乗者               | シュテルマー マリエス・バレンシア(ZBCG) |
| ZEP                      | 攻撃力：87 防御力：68 総合力：155 |
| 武装                     | ビームスマッシャー×4 プラズマ粒子砲×4 ニードルガン×10 重力砲（G-カノン）×4 ツインメーザー レーダーシールド 磁気振動システム フェルタンク 後部切断翼×2 チタンクロー×4 ウイングバリアー×2 |

第一次大陸間戦争時代、ガイロス帝国（暗黒軍）が開発したワイバーン型ゾイド。
デスウイングの成果を反映して開発された。暗黒大陸と中央大陸の間を無補給で往復可能な航続距離を誇り、共和国首都への直接爆撃をも敢行できる。さらには新型飛行システムにより最高速度はマッハ4に達し、飛行コントロール用の空戦フラップを翼に持つため高速での素早い動きも可能。また、その推力によって大気圏外への到達と飛行も可能である。さらに陸戦も得意とする汎用性も持つ。旗艦としてガイロス帝国軍の象徴的な扱いがなされていた機体でもある。

### 武装・装備
ビームスマッシャー
ギルベイダー最大の武器。両翼、背部に大小計4基装備。空中から吸入した荷電粒子を鋸部に蓄積し、エネルギーを放出しながら敵機を切断する。円盤状のビームを放つ攻撃を行うほか、このビームスマッシャーは至近戦闘において、翼ごと体当たりして敵機を切断することもできる。荷電粒子の吸入は両翼に設置されたビームインテークで行われる。
プラズマ粒子砲
喉部に装備される。1万℃の高熱粒子ビームを放ち高い連射性も誇る殲滅兵器。
ニードルガン
胴体部正面に設置。針の穴を通すように正確な射撃を行うマシンガン。
重力砲（G-カノン）
両翼に4門備える。10km先の敵を重力波で攻撃可能。
ツインメーザー
頭部に装備される角状の兵装。暗黒エネルギー波を稲妻状に発射し、内部メカを破壊して敵機の活動を停止に追い込むだけでなく、約1分で表面装甲を溶解させる。
稲妻を発生させ複数の敵に対して同時攻撃を行える。
レーダーシールド
視覚器を保護しつつ、全方位レーダーとしても機能する頭部のキャノピー状パーツ。これを採用した暗黒軍ゾイドとしては最後発となる。
材質は特殊偏向ガラスで、ビーム兵器に耐性を持つ。内部のコクピットに搭乗するパイロットは対ショックスーツを着用する。
磁気振動システム
機体後部に設置される。
フェルタンク
バックパックに設置される。
後部切断翼
尾部に装備される格闘用の兵装。鞭のようにしなる特性を持ち、接近戦時には敵機の背部を引き裂く。
チタンクロー
四肢の爪部。ダイヤモンド合金で作られており、鋼鉄を易々と貫通する切れ味を持つ。また、内部にはメタルバーストと呼ばれる金属溶解液吐出機能を備えている。
ウイングバリアー
翼部に備える電子バリアーで、あらゆる攻撃を跳ね返す堅牢さを持つ。

## キット
DBOZ ギル・ベイダー
1989年発売。全長約43センチ。両翼・ビームスマッシャー・小型ビームスマッシャー・口・尻尾を連動させ、翼を羽ばたかせながら四足歩行する。ビームスマッシャーは回転しながら発光するが、小型ビームスマッシャーは回転だけで発光はしない。
動力は単三電池4本で、胴体内のメインバッテリーと背部バッテリーにそれぞれ2つずつ用いられ、メインバッテリーが歩行と主翼、背部バッテリーが頭部と主翼ビームスマッシャー発光に使われている。背部バッテリーには、当時発売されたグレードアップユニットを付けるためのコネクタを上面に1基、左右側面に1基ずつ、合計3基備えている（複数のコネクタを備えたゾイドは本機のみ）。背部バッテリーの電飾用スイッチを入れると、最初に目とビームスマッシャーが赤く発光し、さらに時間が経つとそれぞれがランダムな点滅を始める。
GZ-018 ギルドラゴン
2005年10月発売。白いギル・ベイダーにドラゴントライデントが追加（説明書ではツインメーザーは使用しないとなっているが付属はしている）。使用するバッテリーボックス（レッドホーンと共通）が1999年のレッドホーン発売時に単三電池1本仕様に改変されたため、このキットや以降のRCZでも同じく単三電池一本仕様となっている。
キャノピーやビームスマッシャーの色合いは設定に倣い、クリアブルーに変更され、ドラゴントライデントの追加のせいか、価格がギルベイダーより少し上がった。
GRZ-02 ギルベイダー
2008年の9月25日にRCZシリーズとして復刻された。成形色が若干変更されており、黒い装甲が艶消しに紫の装甲が若干暗くクリアパーツの透明度が低下している。またギルドラゴン共々、安全のため、前歯が若干削られて旧版に比べると丸みを帯びている。

## 作中での活躍

### バトルストーリー
『ゾイドバトルストーリー』(小学館)
『新ゾイドバトルストーリー』にて登場。第一次大陸間戦争が激化したZAC2053年10月から参戦した。隕石の中に姿を隠してタートルシップを破壊し、共和国軍の前線基地を壊滅させた。同年同月には共和国首都空爆を敢行。グラハム大尉操縦のガンブラスターを撃破し、首都市民8万人もの命を奪った。
翌年のZAC2054年2月。ホワイト大佐が率いたウルトラザウルス飛行艇とキングライガーによる暗黒軍基地の強襲作戦では、仕掛けられた時限爆弾の爆発にも耐え抜き、キングライガーの強襲部隊を返り討ちにした後、強襲作戦に参加したマッドサンダーをかばったクルーガ中尉のサラマンダーF²を撃墜。
ZAC2054年6月、グラハム大尉が設計し、ミューラー大佐が完成させたオルディオス誕生まで常に本土直接攻撃の危機に晒されることになったが、オルディオス試作1号機を操縦するクルーガ中尉決死の突撃により相討ちという形で撃墜された。このこととオルディオス500機配備完了という偽情報はガイロス皇帝の決断を揺るがし、ギル・ベイダーの中央大陸攻撃は一時中断となった。
『ゾイドバトルストーリー』(学年誌掲載版)
共和国軍が奪い取った巨大飛行ゾイドブラックチャレンジャーを迎撃する任務にも従事した。その他の戦いでは共和国軍の鹵獲作戦を受け、ゴジュラスボルガのチェーンによって捕獲されるも、パワー差で振り解き窮地を脱する。また、共和国軍の暗黒大陸海岸基地の急襲にも参加。グレート・サンダーと交戦し、マグネーザーを受けるも高空へと上昇し、グレートサンダーを海面へと叩き落としてみせた。その他の戦いでは、共和国軍の救援を撃破し基地へと進行。対空砲火を浴びせるガンブラスターをツインメイザーで機能停止に追い込み、マッドサンダーのマグネーザーを破壊した後同機をツインメイザーで撃破している。
また、マグネゴジュラスとオルディオスの共同作戦によってギルベイダーの鹵獲作戦が展開されたエピソードでは、マグネゴジュラスの磁力によって空中での身動きを封じられるも、随伴していたフライングボーダーによって窮地を脱する。また、こちらも時期は不明となるが、暗黒軍秘密基地をめぐる戦いではキングゴジュラスと交戦。チタンクローでその右肩部を破壊した後、ビームスマッシャーを発射するも、その一撃は身を挺してキングゴジュラスを庇ったオルディオスによって防がれ、ギルベイダーは撃破されている。
『てれびくん』掲載ストーリー
『てれびくん』誌掲載ストーリーではサラマンダーを撃墜し、さらにサラマンダーF2を凌駕する性能を見せたほか、急降下攻撃によってマッドサンダーを撃破した。
『ゾイドグラフィックス』(トミー)
ZAC2055年のデビルズメイズの戦いでもサラマンダーF²を撃破、共和国軍最強ゾイド、マッドサンダーを翻弄し、多彩な武装で粉砕した。
『ゾイドリバースセンチュリー』
ZAC2056年の暗黒大陸における最終決戦では、キングゴジュラスに攻撃を敢行したものの、その防御力によって決定打を与えるには至らなかった。

### アニメ
『ゾイドジェネシス』においては天空人の回想、記録映像の中で登場し、後述するギルドラゴンとの対決シーンが描かれた。大変動直後の敵対勢力が使用していた機体という扱いであり、全身に呪文のような文字が黄色く描かれていた。
キットとの相違点は、（ベイダー・ドラゴン共）頭部がやや小さく、翼がより巨大化されたアレンジが施された。因みにどちらの機体も最大の武器であるビームスマッシャーは未使用。

## 登場ゲーム
初登場はゲームボーイの『ゾイド伝説』。ラスボスとして登場し、ファミコン『ゾイド黙示録』にも登場。
『ゾイド邪神復活!〜ジェノブレイカー編〜』ではラスボスとして登場。元帝国の科学者イオが復讐のため、死んだ息子の遺伝子を組み込んで起動したとされている。
『サイバードライブゾイド 機獣の戦士ヒュウ』では2周目以降に発生する鉄竜教関連ミッションの最後に登場するほか、その後のシミュレーター関連ミッションでも戦うことになる。
ゲーム『ゾイドサーガDS』ではラスボスのローズ（ロジーナ）がギルドラゴンに搭乗しアトレーたちと戦うが、ギルドラゴンを倒すとギル・ベイダーに乗り換えて再び挑んでくる。

## バリエーション

### ギガンティス
| ギガンティス | ギガンティス |
| ------------ | ------------ |
| 所属         | ガイロス帝国 |
| 分類         | ワイバーン型 |

新ゾイドバトルストーリーに掲載。都市破壊を想定した機体で、両翼のビームスマッシャーは大型化され、エネルギーの出力も向上している。その威力はビルを一瞬で破壊し、高出力ビームで大型ゾイドをも一撃で両断せしめるとされる。暗黒大陸から中央大陸への飛行も可能。
初出は小学館「小学二年生」1990年3月号。
作中の活躍
暗黒大陸から中央大陸へ飛来し、都市のビルを破壊する。その後、迎撃に来たオルディオスと交戦。左翼部のビームスマッシャーを破壊され、撤退している。

### ギルカノン
| ギルカノン | ギルカノン   |
| ---------- | ------------ |
| 所属       | ガイロス帝国 |
| 分類       | ワイバーン型 |

新ゾイドバトルストーリーに掲載。首と胴体が割れる機構があり、その中に大型のプラズマ粒子砲を装備し砲撃能力を高めた改造機。
このプラズマ粒子ビームは3万℃に達し、並の大型ゾイドならかすっただけでも戦闘不能にする威力を持つ。胴体のプラズマ粒子砲を格納し、ノーマルのギルベイダーと同様の姿に変形することも可能。
初出は小学館「小学二年生」1990年2月号。
作中の活躍
ノーマル機と同様の姿で共和国基地を襲撃。その直後にマッドジェットと交戦し、翼部を破壊される。その後、プラズマ粒子砲を使用しマッドジェットを撃破した

### 水中型
| ギル・ベイダー(水中型) | ギル・ベイダー(水中型) |
| ---------------------- | ---------------------- |
| 所属                   | ガイロス帝国           |
| 分類                   | ワイバーン型           |

新バトルストーリーで登場した水中に対応したギルベイダー。
翼を外すことで水中戦に対応出来るようになっており、水上戦用に改造されたマッドサンダーを沈めるほどの魚雷を搭載している。
作中の活躍
ZAC2054年5月、トライアングルダラスを進むベルガー提督率いるマッドサンダー艦隊との戦いに参加。艦体の砲撃によって翼部を破壊されるが、直後に海戦に移行し、マッドサンダー艦隊を魚雷で撃破していく。さらにギルベイダー通常機の二次部隊が派遣され、空からの攻撃と連携しマッドサンダー艦隊を窮地に追い込んでいく。同作戦の共和国側の暗号（HZ暗号）をガイロス帝国軍側が事前に解読していたことと、マッドサンダー側が対潜用の装備を搭載していなかったこともあり、マッドサンダー艦隊を一方的に駆逐してみせた。

### デス・ベイダー
| デス・ベイダー | デス・ベイダー |
| -------------- | -------------- |
| 所属           | ガイロス帝国   |

小学館「小学三年生」1990年6月号掲載。両手足をデスザウラーのものに変更し二足歩行化、尾部は省略。背部にパルスキャノン砲を二つ取り付けられている。
ヘリック大統領搭乗のレイノスを襲い、阻止しようとするオルディオスとの戦闘で優勢に立つが、バトルクーガーにレイノスを奪取され大統領を取り逃がした。

### シルバーベイダー
| シルバーベイダー | シルバーベイダー |
| ---------------- | ---------------- |
| 所属             | ヘリック共和国   |
| 分類             | ワイバーン型     |

小学館「小学二年生」1990年6月号から7月号にかけて登場。共和国軍がギル・ベイダーの交戦データから作り出した機体。
翼の一部はサラマンダー系の物で代用され、脚部にマッドサンダーの装甲を追加、背部にバスターキャノンを備える。
ギル・ベイダーへの対抗機として作られ、暗黒軍のアイアンコングをツインメイザーによって撃破する。続けて襲撃した暗黒軍基地で本物のギル・ベイダーと交戦するが、追加装備によって機動性が鈍っていたことが災いし敗北した。

### ギルドラゴン
| ギルドラゴン GIL DRAGON | ギルドラゴン GIL DRAGON |
| ----------------------- | --- |
| 形式番号                | GZ-018 |
| 所属                    | ソラシティ ディガルド討伐軍 |
| 分類                    | ワイバーン型 |
| 全高                    | 16.5m |
| 全長                    | 43.2m |
| 全幅                    | 36.7m |
| 重量                    | 333.0t |
| 最高速度                | マッハ4 地上歩行時80km/h |
| 乗員人数                | 1名 |
| 主な搭乗者              | コトナ・エレガンス他 |
| 武装                    | ビームスマッシャー×4 プラズマ粒子砲×4 ニードルガン×10 重力砲（G-カノン）×4 ドラゴントライデント 磁気振動システム フェルタンク テイルスラッシャー×2 ストライククロー×4 ドラゴンアーマー（Metal-Ziコーティング） |

アニメ『ゾイドジェネシス』に登場。惑星Ziの地殻変動（神々の怒り）の折に人々とゾイドを脱出させた機体で、天空国家の守護獣として崇められている。天空人の技術の粋を集めた機体であり、その技術の一部は後にバイオゾイドにもフィードバックされた。全身は白色のメタルZiコーティングが施されており、高い戦闘力を有する。
作中での活躍
ロン先生のゾイド講座で2回登場し、また地下で眠っている状態で一度登場しているが、設定の10倍以上の巨大ゾイドとなり、本編でも「山よりも大きなゾイド」と地上の民にも伝わっていて、大異変時に地上の人々を空へ送り届ける方舟となっていたが、何度も地上と空を往復し力尽きたと言われている。37話では（過去の映像ではあるが）本家ギル・ベイダーが登場し、両者の対決が放映された。ちなみにカトーンの町ではギルドラゴンを奉っており、ギルドラゴン、ギル・ベイダー、デカルトドラゴンといったドラゴン型のゾイドを象った張りぼてが神輿やアドバルーンのような形で祭りに出されていた。
ギルドラゴンはカトーンの町以外にもいくつか存在し、カトーンの町の機体は既に動かなくなっていた。しかしアイアンロックの地下に眠っていたギルドラゴンはまだ活動可能な状態であったため、ルージたちはギルドラゴンを復活させ空を目指した。
バイオラプターグイの追撃を振り切り、ロンの上司、バラのデカルトドラゴンの誘導でソラシティに辿り着いた。しかし、ギルドラゴンをソラシティの住民は惑星Ziの大変動という忌まわしい記憶から「滅びの龍」と呼んで忌み嫌っており、その時は歓迎とは言い難いムードが溢れていた。
そしてソラシティはバイオラプターグイの大群およびバイオプテラの猛攻を受けて墜落し、ソラシティの住民を乗せてギルドラゴンは脱出を図るが、ソラシティの爆発により片翼を失う。しかし、コトナとソウタの操縦の甲斐あってなんとかズーリへ辿り着くことへ成功する。その後は放置され、ジーンとの最終決戦に使用されることはなかった。

### デスバーン
| デスバーン | デスバーン         |
| ---------- | ------------------ |
| 所属       | ガイロス帝国       |
| 全高       | 36.7m              |
| 全長       | 43.2m              |
| 全幅       | 16.6m              |
| 重量       | 340t               |
| 最高速度   | マッハ4.2          |
| 乗員人数   | 1名                |
| 武装       | プラズマキャノン×2 |

ゲーム『ゾイド黙示録』でキングゴジュラスに対する暗黒軍最強ユニットおよび最終ボスとして登場した機体。
元はホビージャパンEX誌1990年冬号の広告にギルベイダーの改造例として掲載されたゾイド。広告での謳い文句は「ギル・ベイダーは“炎”のように叫んだ。」。
全身が紅く胸部にゴジュラスのバスターキャノン（プラズマキャノン）2門を備え、ギルベイダーの主翼の裏側を貼り合わせサラマンダーの主翼で先端を延長、さらにウイングバリアーが補助翼となって主翼後部に設置されている。他には鼻部・牙・頸部・脚部が延長され、尾がギルベイダーと上下逆向きとなっており、ガンブラスター、ジークドーベル、ガルタイガー、ウルトラザウルスなどの火器が付けられている。